# Téli szarvasgomba
A téli szarvasgomba (Tuber brumale) az egyike a legjobban elterjedt hazai szarvasgombáknak.

## Leírása
A téli szarvasgomba ízében és illatanyagában nagyon hasonlít a francia szarvasgombához, amit sokkal jobban ismernek az emberek, azonban termőteste a nyári szarvasgombánál kisebb, felületét is apróbb pikkelyek borítják. Húsának erezete ritkásabb és erőteljesebb illatú is. A Magyarországon fellelhető fekete szarvasgombafajok közül a téli szarvasgomba a legfinomabb.
Többnyire szabályos alakú, 1–5 cm átmérőjű gumó, a perídium hollófekete vagy ritkán szürkésbarna, legtöbbször 2–3 mm keresztmetszetű, lapított, 4-6 szögű szemölcsökkel fedetten, barázdákkal 4-6 részre osztottan. Változó nagyságú és kiemelkedésű rücskökkel. Illata változó; a kellemes, izgalmas illattól a szúrós kellemetlenig. Ez utóbbiak a konyhán gyakorlatilag értéktelenek.

## Fontosabb gazdanövényei és növénytársulásai
Elsősorban a tölgy fajok, valamint a gyertyán, feketefenyő, hárs és a mogyoró. Főleg a hegy- és dombvidékeken fordul elő, de megtaláljuk vulkanikus kőzeten képződött talajokon is, főleg a nedvesebb és a lemosódás miatt nem savanyú talajú patakvölgyekben, amelyekre a különböző gyertyános-tölgyes erdőtársulások a jellemzőek. Üledékes alapkőzetű hegyvidékeinken a vízhiány miatt ritkábban fordul elő. Esős őszök után kedveli a mediterrán jellegű (napos, mészköves) hegyek nyitottabb erdőszéleit, az olyan helyeket, ahol tölgyek vagy akár feketefenyők fordulnak elő. Szárazabb években viszont patakok, völgyek mentén érdemes kutakodni utána. A Dunántúlon gyakran hársasban, míg az Alföldön található tölgyesekben inkább csak szórványos előfordulása ismert.

## Talaj
A többi fekete szarvasgombához hasonló talajokat kedveli, de mind elterjedtségében, mind az egyes talajtulajdonságokat tekintve azoknál szélesebb tartományban megtalálja életfeltételeit. A francia szarvasgombához hasonlóan kedveli a mediterrán klímájú, szélsőségesen meszes talajokat, de megtaláljuk a semleges kémhatású, jó vízellátottságú erdei-, vagy hordaléktalajokon is ugyanúgy a karbonátos réti talajon is.

## Gyűjtés
Sereges megjelenésére általában a komolyabb hidegek beálltáig várni kell, ez a legtöbb évben december elejére, közepére tehető. Időjárástól függően kisebb-nagyobb mennyiség február végéig, március első feléig gyűjthető.